# Åreskutan
Åreskutan is een fjell bij Åre in Jämtland in centraal Zweden. De berg heeft een hoogte van 1420 meter boven de zeespiegel en is toegankelijk via de trein. Op de berg ligt een van de grootste skiresorts van Zweden.

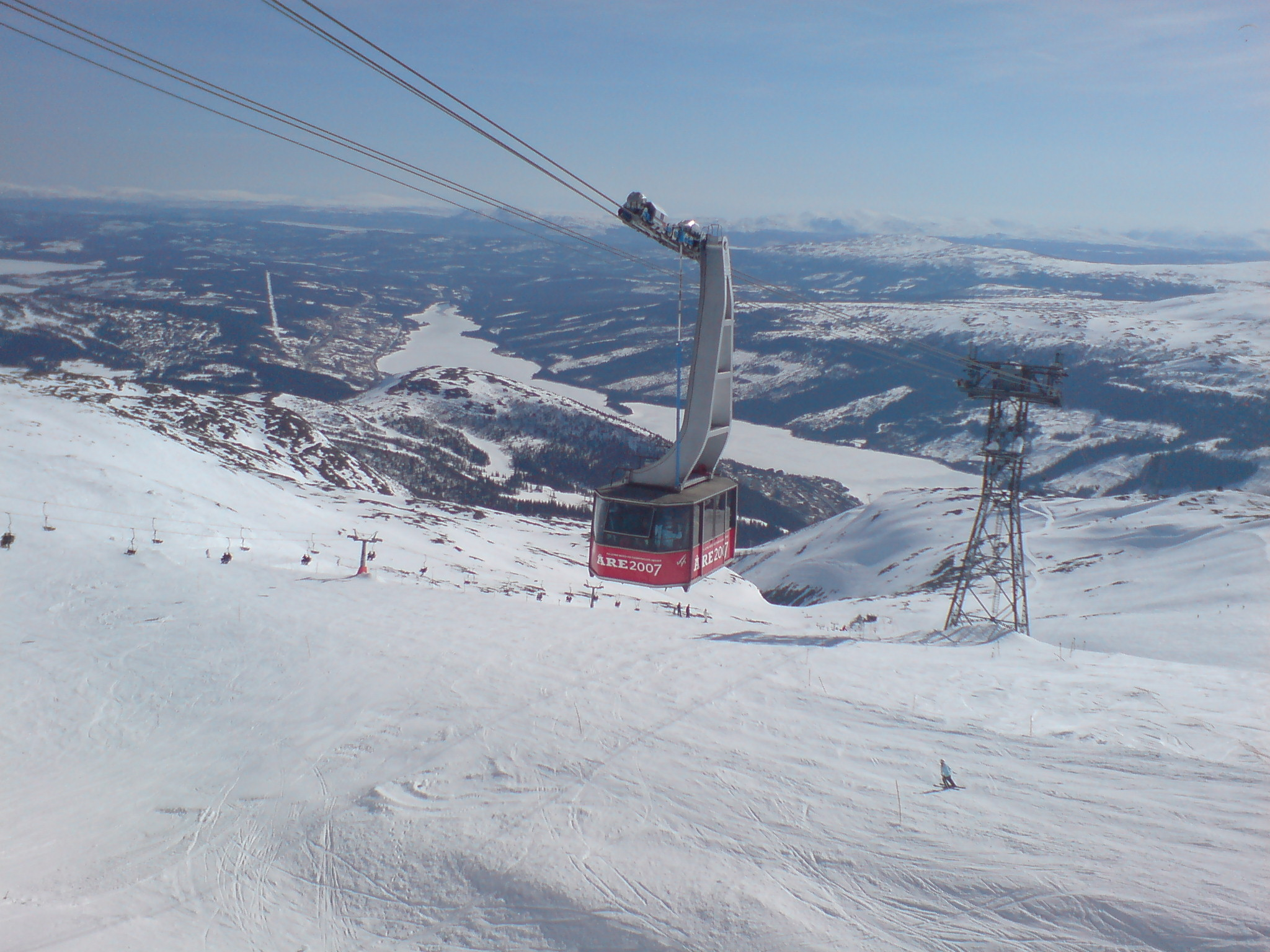
De kabelbaan op Åreskutan
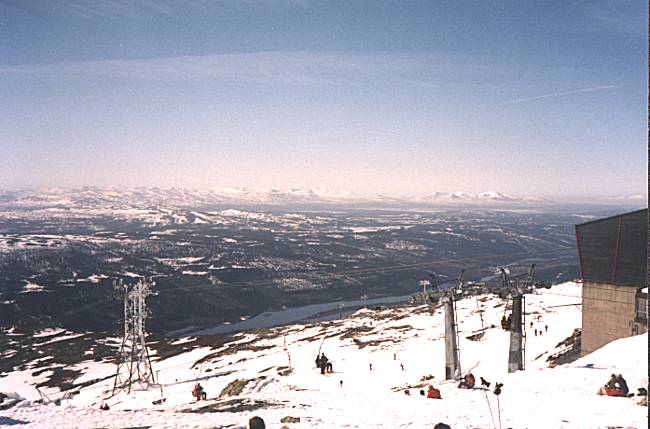
Skiën op de berg Åreskutan mei 2000